# Rossano Galtarossa
Rossano Galtarossa, född den 6 juli 1972 i Padova i Italien, är en italiensk roddare.
Han tog OS-silver i scullerfyra i samband med de olympiska roddtävlingarna 2008 i Peking.